# Ingvar Mårelius
Ernst Ingvar Sigfrid Mårelius, född 5 februari 1917 i Moheda församling, Kronobergs län, död 7 juli 1990 i Landeryds församling, Linköping, var en svensk musikdirektör. 
Mårelius avlade militär musikdirektörsexamen vid Musikkonservatoriet i Stockholm 1944. Han tjänstgjorde vid Kronobergs regemente i Växjö 1931, Norra Smålands regemente i Eksjö 1934, Kronobergs regemente 1937, Livgrenadjärregementet i Linköping 1942, Gotlands infanteriregemente i Visby 1945 och därefter vid Hälsinge regemente i Gävle med tjänstgöringsskyldighet även vid Hälsinge flygflottilj i Söderhamn. Han var huvudlärare i musik vid Vasaskolan i Gävle, dirigent i Söderhamnsortens orkesterförening, Sandvikens Jernverks AB:s samt Gästrike-Hammarby och Hille musikkår samt initiativtagare till och rektor för Söderhamns musikskola. Mårelius är begravd på Skogskyrkogården i Gävle.